# Literatura menor
Literatura menor se refiere a la literatura de un escritor que pertenece a un grupo marginal y escribe en una lengua dominante. Se caracteriza principalmente por “la desterritorialización de la lengua, la articulación de lo individual en lo inmediato político y el dispositivo colectivo de enunciación”. Es un término acuñado por Gilles Deleuze y Félix Guattari en su libro Kafka, por una literatura menor (1975).

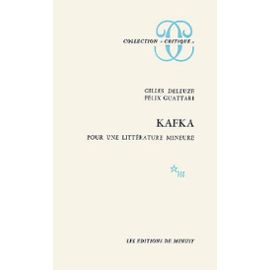
Kafka, pour une litterature mineur (1975)

## Origen y definición del término
Deleuze y Guattari definieron la literatura menor tras analizar algunas características de la obra del escritor checo Franz Kafka, y compararlas con la situación de otros escritores, como los afroamericanos en Estados Unidos o los escritores uzbekos que escriben en ruso: 
Proponen el término literatura menor como una literatura de un grupo en minoría —que puede o no tener su propia lengua de minoría, como el checo en el caso de Kafka— escrita en una lengua de mayoría (siguiendo a Kafka, el alemán). Además, integra sus cuestiones individuales en un discurso de contenido político; y representa una enunciación colectiva.
Una literatura menor se puede relacionar con otros tipos de literatura, con algunas diferencias, a partir del enfoque político de las obras, o de la situación de marginalidad del autor. Por ejemplo, aunque el realismo socialista tiene una marcada tendencia política, difiere radicalmente de la literatura menor en la noción de lo político como lo “transversal al poder”; es decir, una literatura menor está en contra de las máquinas de poder, mientras que el realismo socialista se puede apegar a un discurso del poder desde el socialismo. Y a diferencia de una literatura marginal, la literatura menor puede surgir dentro de una literatura mayor en grupos de minoría, como sucede con grupos marginados de Hispanoamérica que utilizan el español para sus obras literarias, sin embargo, a través de la literatura intentan transgredir la máquina del Estado.

## Características

### Desterritorialización de la lengua
Esta característica está vinculada con la lengua y su desplazamiento geográfico: “el idioma se ve afectado por un fuerte coeficiente de desterritorialización” en el sentido de que la lengua en la que la obra está escrita, no es la dominante. Esto puede verse ejemplificado en la obra de Kafka: el alemán de Praga es una lengua que está en condiciones de destierro y, por ello, confinada a un uso menor:
La imposibilidad de escribir en otro idioma que no sea el alemán es para los judíos de Praga el sentimiento de una distancia irreductible con la territorialidad primitiva checa. Y la imposibilidad de escribir en alemán constituye la desterritorialización de la población alemana misma, minoría opresora que habla un idioma ajeno a las masas, como un ‘lenguaje de papel’ o artificial.
Una situación similarse presenta en las obras de Samuel Beckett. Cuando el escritor irlandés decidió optar por el francés teniendo el inglés como lengua materna, buscaba obtener un efecto de reducción de acuerdo con la tópica que manejó durante esta etapa (el vacío, el tiempo sin tiempo, el sinsentido) y así crear el sentido de una pasividad aguardando la desesperación del deseo. Se trata de una línea de fuga en el sentido deleuziano, seguir un deseo irrefrenable que le permite desterritorializarse:
HAMM: ¿No estás harto?
CLOV: ¡Sí! (Pausa) ¿De qué?
HAMM: De es… de este… asunto.
CLOV: Desde siempre. (Pausa) ¿Tú, no?
HAMM (taciturno): Entonces no hay ninguna razón para que esto cambie. 

### Pérdida de lo individual en lo político
La segunda característica de estas literaturas es que, en ellas, a diferencia de las literaturas mayores, cuya problemática individual se inserta en un medio social que le sirve de telón de fondo, la literatura menor, al desarrollarse en un espacio marginal y reducido, plantea un problema individual que conecta de inmediato con lo político. Dicho de otro modo, el problema individual se dimensiona en el ámbito político, agrandándose, volviéndose indispensable lo social. Es decir, dadas las circunstancias de marginalidad u opresión de una máquina política, los escritores de una literatura menor no tienen la posibilidad de desarrollar un discurso individual, su obra es una línea de fuga para superar un problema político. 
Volviendo a Kafka, como ejemplo, su literatura no desarrolla los conflictos que tiene como individuo: sus cuestionamientos filosóficos o estéticos, al contrario, en sus obras literarias se encuentra un discurso plenamente político. Esta característica relaciona de manera importante al autor con su colectividad.

### Enunciación colectiva
La tercera característica es la que indica su valor colectivo. El lenguaje que emplea Kafka en su obra es de una sobriedad evidente. No aspira a expresar cierto tipo de belleza estilística, pues lo político se adueña de la enunciación, dadas sus aspiraciones colectivas. El sujeto que enuncia, al estar inmiscuido en una minoría, emite un mensaje que representará la voz colectiva de esa minoría:
En cierto sentido Kafka es portador de un mensaje de pueblo, de raza, de némesis […] sus personajes, temas y vicisitudes o tribulaciones que integran regularmente el argumento y la tesis, encajan perfectamente en el concepto de mito. El hecho de que esos personajes por lo regular no tengan nombre ni lo necesiten, que no se nos diga ni hay por qué saber cómo son, de dónde proceden ni dónde están, colocándolos como piezas móviles e intercambiables de un gran azar que configura una fatalidad, demuestra su sentido de desterritorialización. Cada uno es yo y tú.
Los movimientos expresivos en Kafka optan siempre por pasar de la individualidad a un acceso colectivo, así, la sola letra K en El Castillo no será un sujeto narrador ni sujeto personaje sino un método, una manera de hacer funcionar esta voz de la colectividad minoritaria apartada de su territorio. La literatura menor no enuncia sujetos individualizados y, para ello, también es preciso que el escritor lleve a cabo el mismo movimiento de desterritorialización con todo su proceso de escritura, desde su propia lengua hasta el lenguaje empleado, el cual se desarrollará de manera sucinta para enunciar su pobreza y soledad a pesar de estar inmerso en una colectividad que no lo acoge, lo rechaza: “Escribir como un perro que escarba su hoyo, una rata que hace su madriguera. Para eso: encontrar su propio punto de subdesarrollo, su propia jerga, su propio tercer mundo, su propio desierto”. En otras palabras, en vista de que la lengua se halla fuera de su territorio, el lenguaje en Kafka intensificará su pobreza para hacer de ella un uso puramente intensivo, hacer resonar su materialidad. Cuando Kafka nombra o, mejor dicho, emite un sonido, no está buscando expresarse con ayuda de la carga semántica de la palabra sino hacer “un uso intensivo asignificante de la lengua”. Le interesan los devenires y su labor literaria forma parte también de ese devenir donde su obra se vuelve un dispositivo, una máquina que funciona porque hace movimientos y éstos hablan dispuestos a encontrar su entrada en la colectividad.

## Bibliohemerografía
Betancourt, Aarón. “La máquina de Kafka”, en La colmena. 2006, núm. 51-52, julio-diciembre. (recurso en línea: )
Gavilanes Bravo, Ana. “Homogeneidad y heterogeneidad: determinantes de la literatura del canon y de la literatura del margen”, en Trilogía. 2000-2001, vol. 19, n.º 29, pp. 7-17.
Reseñas del libro Kafka, por una literatura menor:
Díaz Arciniega, Víctor. “Kafka. Por una literatura menor”, en Nexos (México). 1978, n.º 6, junio, p. 24.  (recurso en línea: )	
“Kafka, por una literatura menor”, en Dialéctica (Puebla).1979, vol. 4, núm. 6, p. 237.
En francés:
Alliez, Éric. La Signature du monde, ou Qu'est-ce que la philosophie de Deleuze et Guattari. Paris, Éditions du Cerf, 1993.
Dosse, François. Gilles Deleuze Félix Guattari, Biographie croisée. Paris, La Découverte, 2007.
En inglés:
Bensmaia, Reda. "Foreword: The Kafka Effect." Pról. Kafka: Towards a Minor Literature. Minneapolis, MN: University of Minnesota, 1975.